# Порталь, Роже
Роже Антонен Робер Порталь (фр. Roger Antonin Robert Portal; 6 мая 1906, Амбер, Франция — 30 декабря 1994, Париж, Франция) — французский историк, специалист по истории России и славянских народов, доктор гуманитарных наук, профессор Сорбонны, директор (1959—1973) Национального института славянских исследований в Париже, председатель славянской комиссии Международного комитета исторических наук.

## Биография
В 1949 году защитил докторскую диссертацию.
С 1955 года руководил кафедрой истории и цивилизации славянских народов Сорбонны, с 1959 года — президент Института изучения славянства (Institut d'Études slaves). Одновременно вел работу в Высшей школе практических знаний (École Pratique des Hautes Études), являлся редактором журнала «Revue d’histoire moderne et contemporaine».
С 1965 года — председатель Славянской комиссии международной организации историков.
Несколько раз приезжал в Советский Союз, сотрудничал в советских исторических журналах.
Член президентского совета общества «Франция — СССР».

## Научная деятельность
Главный редактор написанной французскими учеными «Истории России» в 4-х томах (1971—1974). Автор свыше 100 научных работ по истории России и славянских народов, преимущественно по социально-экономической проблематике, в том числе монографий:
- «Урал в XVIII веке: очерки социально-экономической истории» (1949, рус. пер. 2004)
- «Славяне: народы и нации» (1965, пер. на англ., нем. и итал. яз.)
- «Петр Великий» (1969, 1990)
- «Россия» (1972)

### Переводы на русский язык
- Башкирия в XVII—XVIII вв / Пер. с фр. и нем. яз. Л. Ф. Сахибгареева, Н. Н. Реуцкая; Сост. И. В. Кучумов; Центр экол. исслед. Уфим. науч. центра Респ. акад. наук. — Уфа: ЦЭИ УНЦ РАН, 2000. — 221 с. — 300 экз.
- Урал в XVIII веке : очерки соц.-экон. истории / Пер. с фр. Л. Сахибгареевой ; Рос. акад. наук, Уфим. науч. центр, Центр этнол. исслед. — Уфа : Гилем, 2004. — 286, [1] с. : ил., табл. ISBN 5-7501-0464-8
- Исследования по истории, историографии и источниковедению регионов России / [Пер. с фр. и нем. С. А. Калугина, Н. Н. Реуцкой, Л. Ф. Сахибгареевой]; Рос. акад. наук, Уфим. науч. центр, Центр этнол. исслед. — 2-е изд., перераб. и расшир. — Уфа : Гилем, 2005. — 249 с. ISBN 5-7501-0509-1

Статьи:
- «Русские в Сибири в XVII веке Архивная копия от 16 мая 2013 на Wayback Machine» (1958)
- «Металлургическая промышленность Урала и военные успехи России при Екатерине II Архивная копия от 19 февраля 2009 на Wayback Machine» (1951)
- Изучение истории СССР во Франции // История СССР. 1959. № 1.